# Blitz de Bristol
Seconde Guerre mondiale
Batailles
Front d'Europe de l'Ouest
- Campagnes du Danemark et de Norvège
- Bataille de France
- Bataille de Belgique
- Bataille des Pays-Bas
- Bataille d'Angleterre
- Blitz
- Opération Myrmidon
- Opération Ambassador
- Raid de Dieppe
- Sabordage de la flotte française à Toulon
- Bataille aérienne de Berlin
- Bataille de Normandie
- Débarquement de Provence
- Libération de la France
- Campagne de la ligne Siegfried
- Bataille du Benelux
- Poche de Breskens
- Bataille des Vosges (Bruyères)
- Bataille des Ardennes
- Bataille de Saint-Vith
- Siège de Bastogne
- Opération Bodenplatte
- Opération Nordwind
- Campagne de Lorraine
- Bataille d'Alsace (Forêt de la Hardt, Poche de Colmar Jebsheim)
- Campagne d'Allemagne
- Raid de Granville
- Libération d'Arnhem
- Bataille de Groningue
- Insurrection géorgienne du Texel
- Bataille de Slivice
- Capitulation allemande

Front d’Europe de l’Est

Campagnes d'Afrique, du Moyen-Orient et de Méditerranée

Bataille de l’Atlantique

Guerre du Pacifique

Guerre sino-japonaise

Théâtre américain
Le Blitz de Bristol est le bombardement intensif mené par la Luftwaffe allemande sur la ville de Bristol, en Angleterre, au cours de la Seconde Guerre mondiale. En raison de son importance stratégique, notamment par la présence de son port et de la Bristol Aeroplane Company, la ville est une cible prioritaires des forces aériennes ennemies. Sa localisation géographique en facilite le repérage : les bombardiers peuvent, en effet, suivre le cours de l’Avon depuis Avonmouth en s’aidant du clair de lune reflété par les eaux, ce qui les guide jusqu’au centre-ville. Bristol est l’une des villes britanniques les plus touchées par les raids aériens, se classant au cinquième rang pour le nombre de bombardements subis durant le conflit. 
La Luftwaffe mène six grandes campagnes de bombardement sur Bristol entre novembre 1940 et avril 1941, occasionnant 548 alertes aériennes et 77 raids effectifs. 919 tonnes de bombes explosives et plusieurs milliers de bombes incendiaires sont larguées en grappes. 1 299 personnes personnes sont tuées, 1 303 grièvement blessées et 697 sauvées des décombres des bâtiments bombardés. 89 080 bâtiments sont  endommagés, dont 81 830 maisons détruites et plus de 3 000 rendues inutilisables puis démolies.
Pour contrer les raids, les défenseurs de Bristol ont mis au point un système de défense aérienne qui gagne en taille et en sophistication au cours de la guerre. Les canons antiaériens lourds locaux tirent environ 59 000 obus sur les avions attaquants au cours du conflit.

## Premiers raids
Le 2 novembre 1940, la Luftwaffe largue 5 000 bombes incendiaires et 10 000 bombes explosives sur la vieille ville lors d'un raid nocturne.
Le 24 novembre 1940, les bombardiers de la Luftflotte 3 décollent d’Allemagne pour bombarder Bristol. L'attaque débute à 18 h 30 et se poursuit par vagues successives. Des groupes de deux ou trois bombardiers passent au-dessus de Bristol et larguent au total environ 12 000 bombes incendiaires et 160 tonnes de bombes explosives et, en l'espace d'une heure, plus de 70 incendies se déclarent. Park Street est « défoncée » et la Bristol Museum & Art Gallery touchée, 207 personnes sont tuées et des milliers de maisons sont détruites ou endommagées. La zone qui est aujourd'hui Castle Park est gravement endommagée. L'hôpital jacobéen St Peter's est détruit, et The Dutch House (en), une maison à ossature en bois du XVIIe siècle est endommagée, puis démolie. Quatre des anciennes églises de Bristol, St Peter's, l'intérieur de St Nicholas, St Mary-le-Port et Temple Church, sont également gravement endommagées. L'église presbytérienne St James est éventrée.
Le maire de Bristol, Alderman Thomas Underwood, décrit l'effet des raids en ces termes : « La ville des églises est devenue en une nuit la ville des ruines ».
Le 7 décembre 1940, des bombes frappent un train reliant Bristol à Salisbury, tuant plusieurs passagers, dont un certain nombre de soldats.

## Raids suivants
Le plus long raid sur Bristol se déroule les 3 et 4 janvier 1941 et dure 12 heures, au cours desquelles la Luftwaffe largue sa plus grosse bombe sur la ville. Surnommée « Satan », elle pèse 2 000 kg et mesure plus de 2,4 m de long hors empennage et 66 cm de diamètre. Elle n'explose pas et est récupérée en avril 1943. L'équipe de déminage creuse à une profondeur de 8,8 m pour l'atteindre. Plus tard, lors du défilé de la victoire du jour de la Victoire en Europe, la bombe est exhibée dans les rues de Londres.

### Raids aériens du Vendredi saint à Bristol

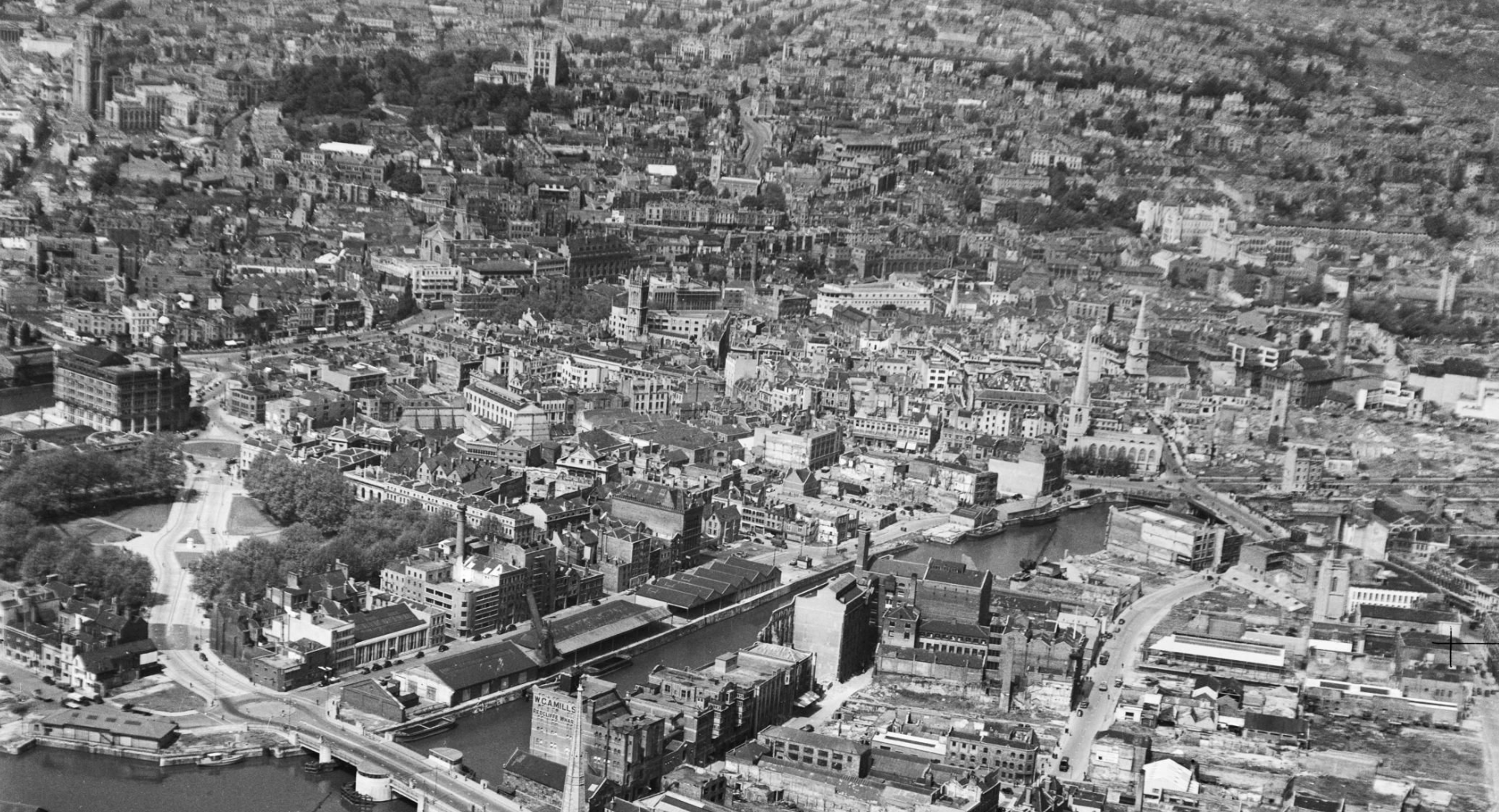
Bristol en 1946 montrant les dégâts causés par les bombes autour de l'église St Mary le Port

Les raids aériens du Vendredi Saint causent de nouveaux dégâts au centre de la ville ainsi que dans les quartiers de Knowle, Hotwells, Cotham et Filton, et entraînent la fermeture définitive des tramways de Bristol. Winston Churchill visite les ruines le 12 avril 1941. Le dernier raid aérien du Blitz sur Bristol a lieu le 25 avril 1941, lorsque Brislington, Bedminster et Knowle sont bombardés. On suppose que ces banlieues n'étaient pas les cibles elles-mêmes, mais que des bombes destinées aux zones industrielles de Filton sont larguées par erreur sur d'autres zones..
L'un des types de bombes les plus couramment largués sur la ville est un bidon contenant de nombreux incendiaires (connu localement sous le nom de « panier à pain de Göring »,  en référence à son analogue soviétique, le « panier à pain » de Molotov). Ces bombes provoquent de nombreux incendies et sont destinées à semer la panique parmi les citoyens et à pousser les services de pompiers dans leurs derniers retranchements.
Le dernier raid sur Bristol a lieu le 15 mai 1944.
Menacée par les bombes volantes V1 ainsi que par les fusées A4/V2, dont les installations de lancement sont construites sur la presqu’île du Cotentin en 1944, le débarquement allié en Normandie permet la conquête rapide de ces infrastructures, empêchant ainsi tout tir de V1 ou de V2 sur la ville.
Le premier récit historique du Blitz de Bristol est publié en janvier 1945, alors que l'on s'interroge sur la meilleure façon de reconstruire la ville après la guerre.

## Sites de leurre

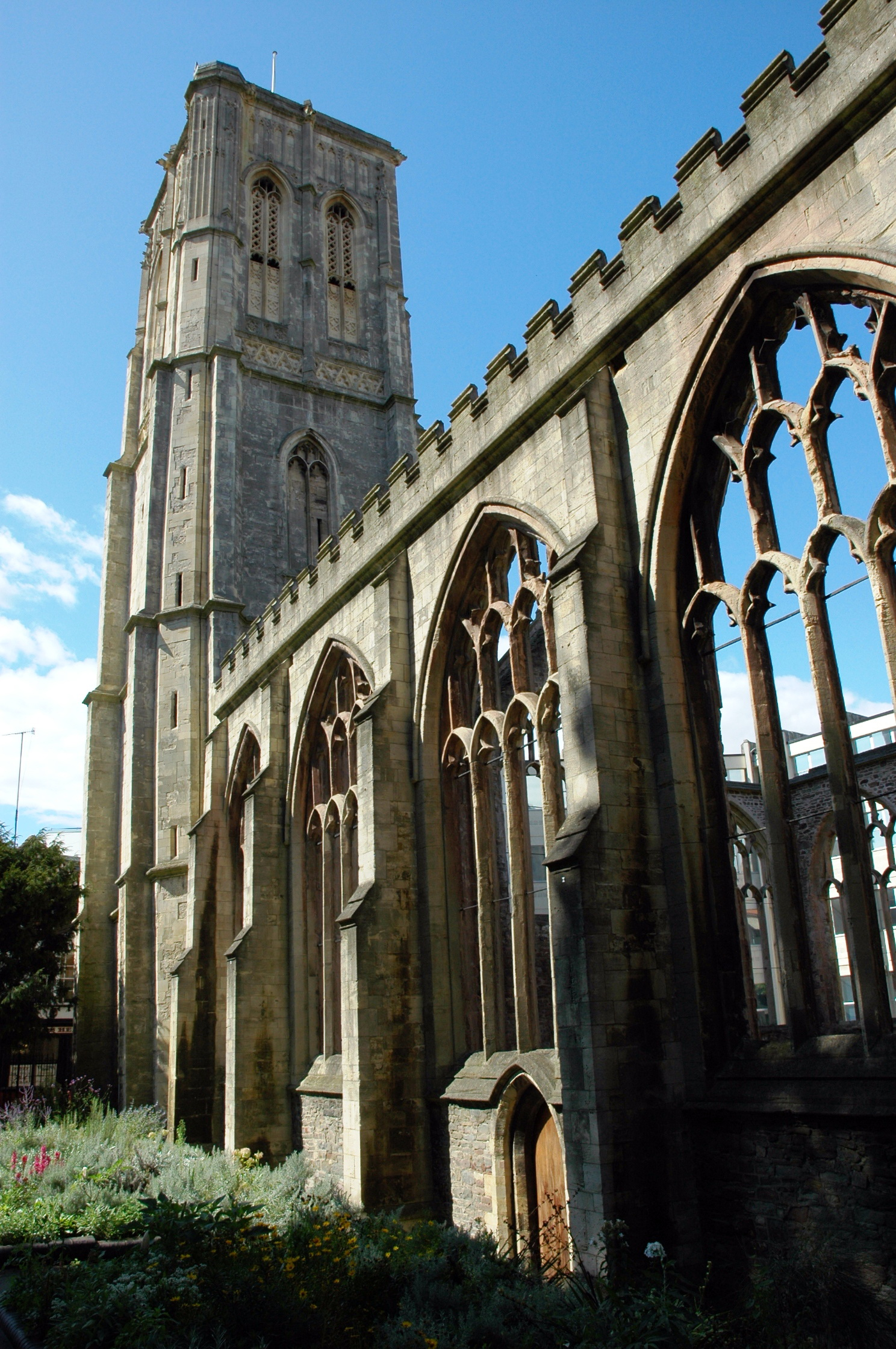
Les ruines de Temple Church

Dans les premières années de la Seconde Guerre mondiale, après le bombardement de Coventry en novembre 1940, de nombreux sites de leurre sont construits dans le but d'éloigner les raids de bombardement ennemis des grandes villes. Le principal leurre pour Bristol se trouve à Black Down, à l’extrémité occidentale des collines de Mendip, à environ 24 km au sud-ouest de Bristol. Un autre, plus petit, se trouve dans la paroisse de Chew Magna. Ces sites, connus sous le nom de sites Starfish, sont conçus pour simuler Bristol dans des conditions d'obscurité, allant même jusqu'à imiter les lumières vacillantes des gares de triage. En cas de raid aérien imminent, des balises étaient allumées sur les sites leurres.